# Anglin Bay
Anglin Bay är en vik i Kanada.   Den ligger i provinsen Ontario, i den sydöstra delen av landet, 140 km söder om huvudstaden Ottawa.
Trakten runt Anglin Bay består till största delen av jordbruksmark. Runt Anglin Bay är det glesbefolkat, med 9 invånare per kvadratkilometer.